# Seriana indefinita
Seriana indefinita är en insektsart som beskrevs av Irena Dworakowska 1971. Seriana indefinita ingår i släktet Seriana och familjen dvärgstritar. Inga underarter finns listade i Catalogue of Life.